# Lista de deputados estaduais de Tocantins da 2.ª legislatura
Esta é a lista de deputados estaduais de Tocantins para a legislatura 1991–1995. Nas eleições estaduais, foram eleitos 24 deputados estaduais.

## Composição das bancadas
| Partido | Líder                    | Bancada | Posição      |
| ------- | ------------------------ | ------- | ------------ |
| PMDB    | Udson Bandeira           | 9 / 24  | Governo      |
| PDC     | Raimundo Boi             | 7 / 24  | Oposição     |
| PFL     | Raul Filho               | 3 / 24  | Oposição     |
| PDS     | Sebastião Borba Santos   | 2 / 24  | Oposição     |
| PMN     | Alexandre Filho          | 1 / 24  | Independente |
| PST     | Dolores Nunes            | 1 / 24  | Independente |
| PRN     | Joaquim de Sena Balduino | 1 / 24  | Governo      |

## Deputados Estaduais
Estavam em jogo 24 cadeiras na Assembleia Legislativa do Tocantins.
| Número | Deputados estaduais eleitos | Partido | Votação | Percentual | Cidade onde nasceu    | Unidade federativa |
| 17282  | Antônio Jorge               | PDC     | 5.703   | 1,53%      | Taguatinga            | Tocantins          |
| 17010  | Raimundo Boi                | PDC     | 5.123   | 1,37%      | Miracema do Tocantins | Tocantins          |
| 15123  | Udson Bandeira              | PMDB    | 4.908   | 1,31%      | Formoso do Araguaia   | Tocantins          |
| 11611  | Sebastião Borba Santos      | PDS     | 4.553   | 1,22%      | Paranã                | Tocantins          |
| 25222  | Otoniel Andrade             | PFL     | 4.411   | 1,18%      | Brejinho de Nazaré    | Tocantins          |
| 25555  | Raul Filho                  | PFL     | 4.298   | 1,15%      | Gilbués               | Piauí              |
| 17077  | Everaldo Barros             | PDC     | 4.115   | 1,10%      | Grajaú                | Maranhão           |
| 15942  | Manoel Alencar Neto         | PMDB    | 3.857   | 1,03%      | Filadélfia            | Tocantins          |
| 25144  | João Renildo                | PFL     | 3.628   | 0,97%      | Araguatins            | Tocantins          |
| 15770  | João Leite Neto             | PMDB    | 3.602   | 0,96%      | Taguatinga            | Tocantins          |
| 15151  | Izidório Oliveira           | PMDB    | 3.559   | 0,95%      | Taguatinga            | Tocantins          |
| 17654  | Helcio Sampaio              | PDC     | 3.542   | 0,95%      | Brejo Santo           | Ceará              |
| 17377  | Luiz Tolentino              | PDC     | 3.494   | 0,93%      | Araguatins            | Tocantins          |
| 33333  | Alexandre Filho             | PMN     | 3.455   | 0,92%      | Colinas do Tocantins  | Tocantins          |
| 17038  | Francisco de Assis Sales    | PDC     | 3.404   | 0,91%      | Balsas                | Maranhão           |
| 15000  | Abraão Costa                | PMDB    | 3.318   | 0,89%      | Loreto                | Maranhão           |
| 15133  | Pedro Braga da Luz          | PMDB    | 3.205   | 0,86%      | Miracema do Tocantins | Tocantins          |
| 52222  | Dolores Nunes               | PST     | 3.199   | 0,85%      | Natividade            | Tocantins          |
| 15415  | Hider Alencar               | PMDB    | 3.101   | 0,83%      | Tupirama              | Tocantins          |
| 17898  | Lindolfo Campelo            | PDC     | 3.091   | 0,83%      | Filadélfia            | Tocantins          |
| 36111  | Joaquim de Sena Balduino    | PRN     | 3.075   | 0,82%      | Arraias               | Tocantins          |
| 15215  | Eudoro Pedroza              | PMDB    | 2.942   | 0,79%      | Goiânia               | Goiás              |
| 15678  | Marcelo Miranda             | PMDB    | 2.940   | 0,78%      | Goiânia               | Goiás              |
| 11888  | Masolene Rocha              | PDS     | 1.732   | 0,46%      | Itacajá               | Tocantins          |